# Paeonia ostii
Paeonia ostii là một loài thực vật có hoa trong họ Paeoniaceae. Loài này được T.Hong & J.X.Zhang miêu tả khoa học đầu tiên năm 1992.